# Jean André Lepaute

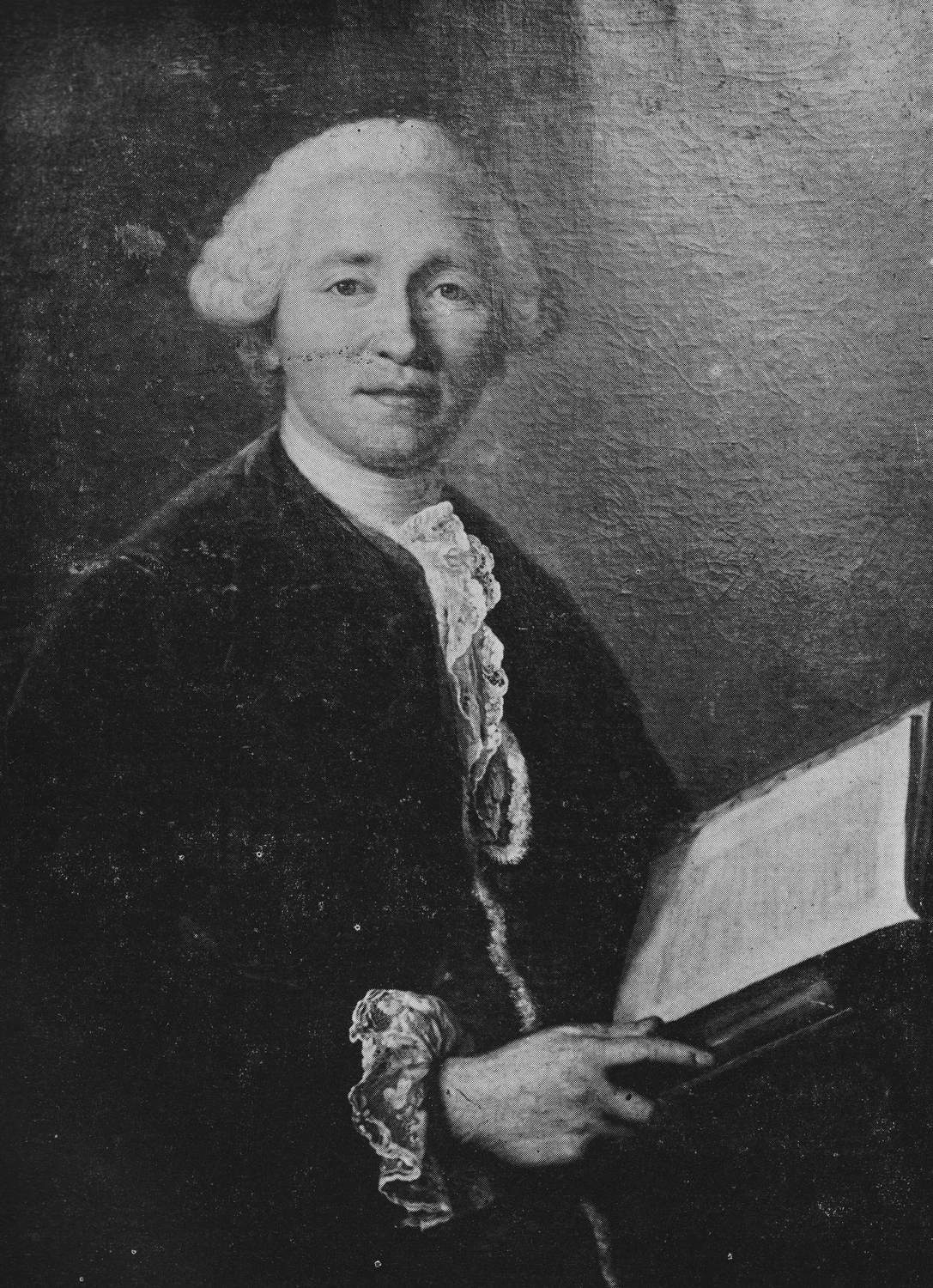
Jean André Lepaute

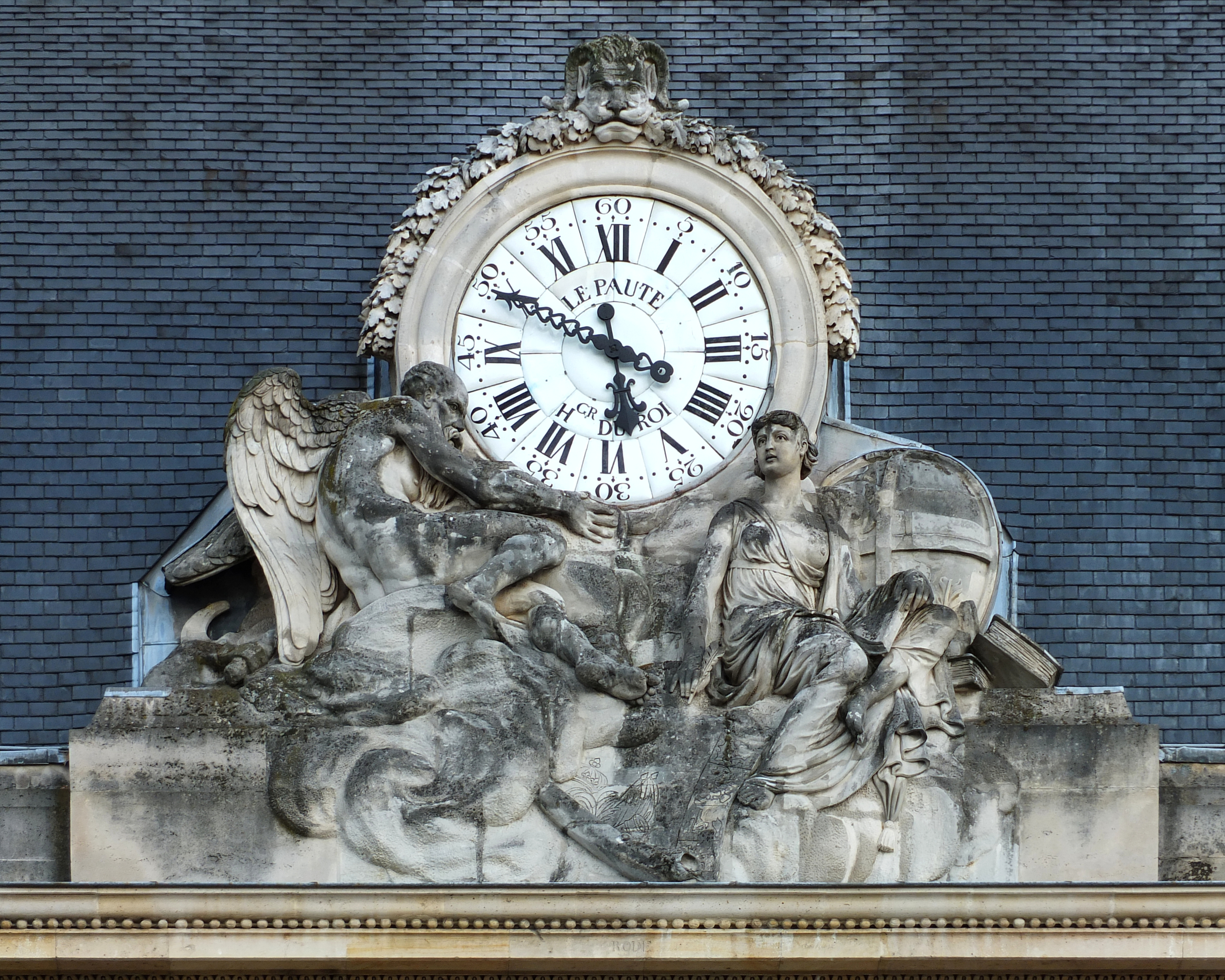
Öffentliche Großuhr (École Militaire (Paris))

Jean André Lepaute (* 23. November 1720 in Thonne-la-Long; † 11. April 1789 in Saint-Cloud) war ein französischer königlicher Uhrmacher.

## Leben
Jean André Lepaute wurde als eines von neun Kindern des Werkzeugmachers, Schlossers und Gildemeisters André Lepaute und seiner Frau Elisabeth Doulet geboren.
1740 im Alter von zwanzig Jahren ging Jean André nach Paris zu einem Uhrmacher in die Lehre. Später gründete er dort eine eigene Firma. Sein guter Ruf als Uhrmacher verhalf ihm zu vielen Aufträgen für den Bau öffentlicher Großuhren. 1747 kam sein jüngerer Bruder Jean Baptiste Lepaute nach Paris, um in der Firma mitzuarbeiten.
In dieser Zeit bekam er einen Auftrag für den Bau einer Großuhr für den Palais du Luxembourg. Bei der Lieferung der bestellten Uhr lernte er die Astronomin Nicole-Reine Étable de la Brière kennen. Die beiden verliebten sich ineinander und schlossen am 27. August 1748 den Bund der Ehe. Jean André wohnte seitdem im Palais du Luxembourg. Das junge Paar empfing oft Freunde aus Kreisen der Aristokratie. Gemeinsam mit seiner Frau Nicole arbeitete er an Berechnungen für seine Astronomischen Uhren, Kalenderuhren und Planetenmaschinen.
1751 begann er als königlicher Uhrmacher für Ludwig XV. zu arbeiten.
Im Jahr 1754 zeigte der, damals noch junge Pierre Augustin Caron de Beaumarchais, Jean André Lepaute eine von ihm erfundene neue Hemmung, die sogenannte Doppelkommahemmung. Lepaute erkannte die Bedeutung dieser Erfindung sofort, und publizierte sie 1754 unter seinem eigenen Namen an der Französischen Akademie der Wissenschaften. 
Als Pierre Augustin Caron es bemerkte, schrieb er sofort an die Akademie. Mit Hilfe eines Artikels der Pariser Zeitung Mercure de France, die schon vor den Veröffentlichungen Lepautes über Beaumarchais Doppelkommahemmung berichtete, konnte er eindeutig nachweisen, dass Beaumarchais der Urheber der neuen Hemmung war. Die Akademie folgte seiner Argumentation und erteilte ihm das Patent.
1774 zog sich Jean André Lepaute aus dem Geschäft zurück, welches er seinen Neffen Pierre-Basile Lepaute und Pierre Henry Lepaute überließ. Er verstarb ein Jahr nach seiner Frau im Alter von 68 Jahren in Saint Claude in der Nähe von Paris. Jean André Lepaute war der Begründer der Lepaute Uhrmacherdynastie.

## Leistungen

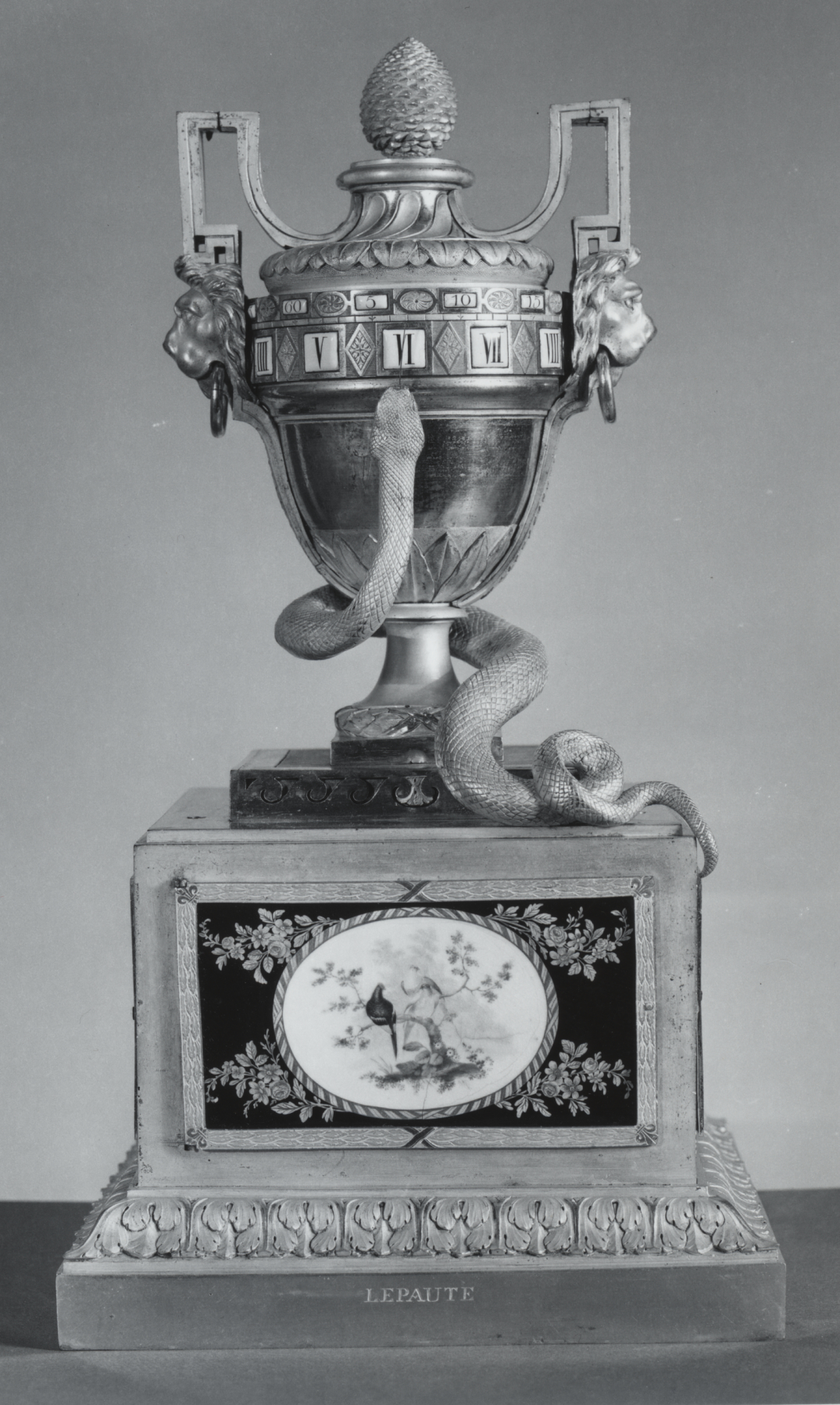
Pendule in Form einer Urne (1774) im Walters Art Museum

1750 präsentierte er der Öffentlichkeit seine Kommahemmung. Fast zeitgleich verwendete auch Jean-Antoine Lépine für seine Uhren eine Hemmung ähnlicher Konstruktion. 
1751 verfertigte Lepaute einige Pendeluhren mit nur einem Rad.
1753 verbesserte er die Scherenhemmung und führte diese für Wand- und Stockuhren allgemein ein.
Um 1770 fertigte er für die Akademie der Bildhauerkunst eine durch den Luftzug sich selbsttätig aufziehende Atmosphärische Uhr her. Die Firma Lepaute war auch bekannt für die Anfertigung von Pendulen mit Digitalanzeige.

## Schriften

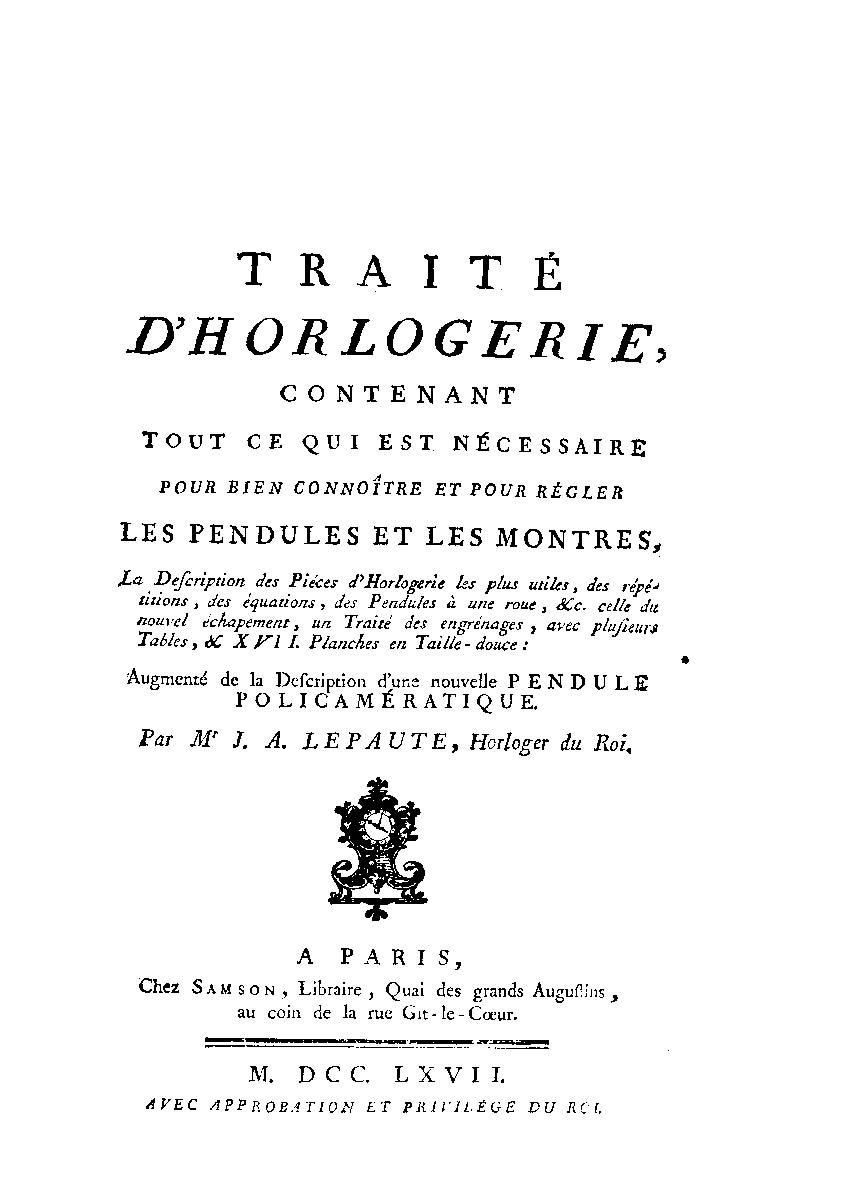
Traité d'horlogerie, 1767

Traité d'Horlogerie, contenant tout ce qui est nécessaire pour bien connoître et pour régler les pendules et les montres, la description des Pièces d'Horlogerie les plus utiles, des répétitions, des équations, des Pendules à une roue, &c. celle du nouvel échpement, un Traité des engrénages. Augmenté de la description d'une nouvelle pendule policamératique.; Paris 1755.